# بنگ‌بنگ (ترانه)
"بنگ بنگ" (به انگلیسی: Bang Bang (My Baby Shot Me Down)) ترانه ای است که برای اولین بار توسط شر در سال ۱۹۶۶ خوانده شد. این آهنگ توسط سانی بونو برای شر نوشته و آهنگسازی شد. پس از اجرای اولیه، آهنگ توسط شر در قالب آلبوم «The Sonny Side Of Cher» انتشار یافت. این آهنگ به رتبه دو در چارت ۱۰۰ آهنگ برتر هفته در ایالات متحده آمریکا رسید.

## اجراهای دیگر
در سال ۱۹۶۷ نانسی سیناترا دختر فرانک سیناترا، اجرایی با تنظیم خود از این آهنگ ارائه کرد. در سال ۲۰۰۳ کوئنتین تارانتینو از اجرای نانسی سیناترا در تیتراژ ابتدایی فیلم بیل را بکش استفاده کرد و باعث مطرح شدن دوبارهٔ این آهنگ شد، به طوری که نسخهٔ سیناترا امروزه در میان مردم بیشتر از نسخهٔ اصلی محبوب شده‌است.
در سال ۲۰۱۷ نیز دوباره این آهنگ خوانده شد آن هم توسط خواننده بریتانیایی دوآ لیپا.